# Bernardo Parentino
Bernardo Parentino dit Bernardino Parentino ou Bernardo da Parenzo ou Bernardino da Parenzo (Parenzo en Istrie vers 1434/1437 -  Vicence en 1531) est  un peintre italien de l'école vénitienne actif principalement à Padoue.

## Biographie
Bernardo Parentino, peintre italien de la Renaissance influencé par Andrea Mantegna sans avoir été son élève. Il a travaillé à Mantoue au service de François II Gonzague.

## Œuvres
- Scènes de la Vie de saint Benoît (1489-1494), cloître de Santa Giustina, Padoue.
- Nativité, Galeries de l'Académie de Venise, Venise.
- Tentation de saint Antoine, Galerie Doria-Pamphilj, Rome.
- Crucifixion,
- Musiciens, Berlin.

- Christ rédempteur entre saint Augustin et saint Jérôme, Galleria Estense, Modène.
- Scène de miracle, collection Cini, Venise.
- Adoration des mages, prédelle d'un retable polyptyque dispersé, Musée du Louvre, ainsi que divers dessins d'études.

## Sources
- (en) Cet article est partiellement ou en totalité issu de l’article de Wikipédia en anglais intitulé « Bernardo Parentino » (voir la liste des auteurs).